# إنغريد روميرو
إنغريد روميرو (بالإسبانية: Ingrid Romero)‏ هي عارضة إسبانية، ولدت في 10 يوليو 1985 في برشلونة في إسبانيا.